# موگلهایم
موگلهایم (به آلمانی: Berlin-Müggelheim) یک منطقهٔ مسکونی در آلمان است که در Treptow-Köpenick واقع شده‌است. موگلهایم ۶٬۳۵۰ نفر جمعیت دارد.